# Allison-Gletscher
Der Allison-Gletscher ist ein Gletscher, der von der Nordflanke des Mount Huggins entlang der Westhänge der Royal Society Range zum Skelton-Gletscher fließt. 
Das Advisory Committee on Antarctic Names benannte ihn 1963 nach Lieutenant Commander John Kenneth Allison von der United States Navy, Kommandant der Abordnung der Flugstaffel VX-6, die 1959 auf der McMurdo-Station überwinterte.